# 達興阿
達興阿（？年—？年），郭絡羅氏，滿洲鑲紅旗人，嘉慶癸酉科繙譯舉人、丁丑科繙譯進士、原任戶部銀庫員外郎。